# Tim Jackson (Wirtschaftswissenschaftler)

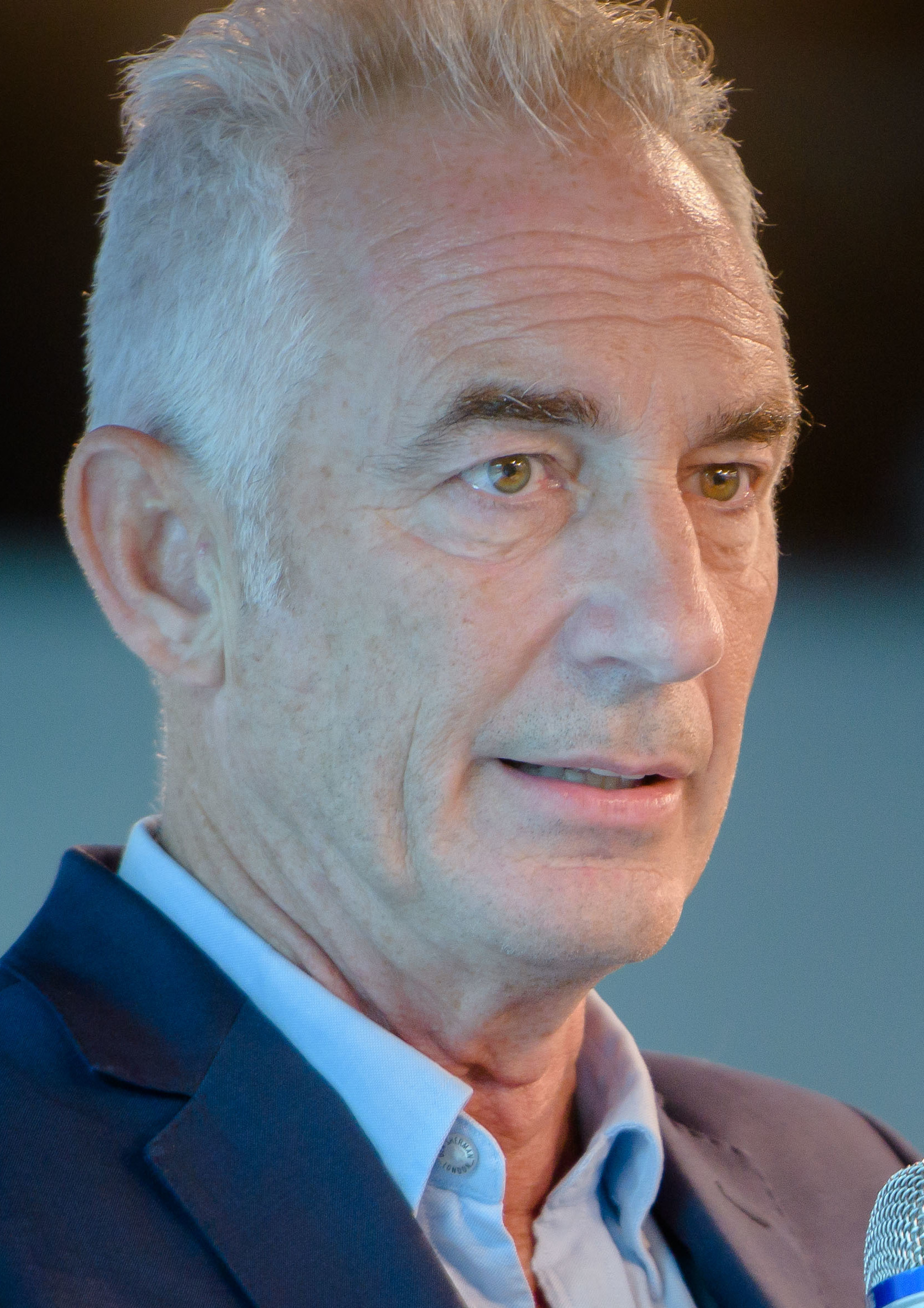
Tim Jackson (2017)

Tim Jackson (* 4. Juni 1957) ist ein britischer Wirtschaftswissenschaftler und Professor of Sustainable Development am Centre for Environment and Sustainability an der University of Surrey. Er ist Direktor des Centre for the Understanding of Sustainable Prosperity (CUSP), ein interdisziplinäres, multi-institutionelles Forschungskonsortium. Er erlangte Bekanntheit für den Bestseller Wohlstand ohne Wachstum.

## Leben
Jackson studierte Mathematik, Philosophie und Physik und ist neben seiner wissenschaftlichen Tätigkeit Bühnenautor. Zu seinen aktuellen Forschungsprojekten gehört das ESRC-Fellowship-Programm Prosperity and Sustainability in the Green Economy (PASSAGE). Neben seinen Projekten ist er seit 2018 Mitglied im Beirat des ZOE Instituts für zukunftsfähige Ökonomien.

## Werk
Jackson entwirft in seinen Werken ein Wirtschaftsmodell, das ohne Wachstum auskommt. Damit fordert er eine Anpassung des herrschenden Kapitalismus, der auf ständigem Wachstum beruht und „in völligem Widerspruch zu unseren wissenschaftlichen Erkenntnissen über die endliche Ressourcenbasis unseres Planeten und die störungsanfällige Ökologie, von der unser Überleben abhängt“, stehe. Er vertritt die Entwicklung einer Wirtschaft, die stark auf Dienstleistungen und örtlich produzierte, nachhaltige Güter setzt.
Diese Entwicklung sieht verringerte Arbeitszeiten vor, die einerseits das Wohlbefinden der Beschäftigten erhöhen, andererseits den fortwährenden, Wachstum erzeugenden Produktivitätszuwachs verringern sollen (Wachstumskritik). Werbung im öffentlichen Fernsehen solle drastisch eingeschränkt werden. In öffentliche Güter wie Museen, Parks und Bildungseinrichtungen solle stärker investiert werden. Jackson ist es wichtig, „dass man den Menschen gangbare Alternativen zum Lebensstil als Konsument anbietet.“

„Auf einem endlichen Planeten ein gutes Leben zu führen kann weder darin bestehen, immer mehr Güter zu konsumieren, noch darin, immer mehr Schulden anzuhäufen. Denn wenn der Begriff des Wohlstands irgendeinen Sinn haben soll, dann muss er auf die Qualität unseres Lebens und unserer Beziehungen zu anderen Menschen zielen, auf die Anpassungsfähigkeit und Widerstandskraft unserer Gemeinschaften sowie auf unser Gefühl dafür, was uns individuell und kollektiv etwas bedeutet.“

## Publikationen
- 1996: Stockholm Environment Institute (SEI, Hrsg.): Material concerns : pollution, profit, and quality of life. Routledge, London / New York, ISBN 0-415-13249-5
- 2005: Motivating Sustainable Consumption: a review of evidence on consumer behaviour and behavioural change. Policy Studies Institute, London, ISBN 1-84407-164-2
- 2010, mit M. Pepper: Consumerism as Theodicy – an exploration of religions and secular meaning functions. In: L. Thomas (Hrsg.): Consuming Paradise. Palgrave-Macmillan, 2010
- 2011: Wohlstand ohne Wachstum –  Leben und Wirtschaften in einer endlichen Welt.  Hrsg. Heinrich-Böll-Stiftung, Oekom, München 2011, ISBN 978-3-86581-245-2

dazu:
- Wir haben geprasst, und am Ende gab es Tränen. In: Der Spiegel Online. 17. April 2011, abgerufen am 28. August 2011.
- Wohlstand besteht nicht nur aus Einkommen. In: Frankfurter Allgemeine Zeitung. 18. April 2011, abgerufen am 28. August 2011.
- Kapitalismus: Wir Unersättlichen. In: Die Zeit Online. 31. Oktober 2011, abgerufen am 1. November 2011.

- 2013, mit Peter Victor: Developing an Ecological Macroeconomics.[9]
  - mit Metcalf Foundation: Green economy at community scale. Toronto November 2013[10]
  - 2014: Does slow growth increase inequality? Some reflections on Piketty’s ‘fundamental’ laws of capitalism. In: PASSAGE Working Paper. 14-01, *University of Surrey  Guildford[11]
  - mit Wuppertal Institut für Klima, Umwelt, Energie: Angst essen Seele auf – Escaping the 'iron cage' of consumerism. In: Wuppertal Spezial. Band 48[12]
- 2016: Prosperity without Growth – Foundations for the Economy of Tomorrow. Second Edition Routledge, ISBN 978-1-13893-541-9
  - 2017: Wohlstand ohne Wachstum – Das Update. Grundlagen für eine zukunftsfähige Wirtschaft. oekom verlag, München, ISBN 978-3-86581-840-9 (Neuauflage für die 2. Edition des Englischen Originals, Übersetzung: Eva Leiprand)[13]
- 2021: Post Growth—Life after capitalism. Cambridge: Polity Press. March 2021
  - 2021: Wie wollen wir leben? Wege aus dem Wachstumswahn. oekom verlag, München, ISBN 978-3-96238-292-6.
- 2025: The Care Economy. Cambridge: Polity Press. May 2025[14]
  - 2025: Ökonomie der Fürsorge. Oekom Verlag: Polity Press. April 2025